# R (langage)
Pour les articles homonymes, voir R.
R est un langage de programmation et un logiciel libre destiné aux statistiques et à la science des données soutenu par la R Foundation for Statistical Computing. Il fait partie de la liste des paquets GNU et est écrit en C, Fortran et R.
GNU R est un logiciel libre distribué selon les termes de la licence GNU GPL. Le site officiel fournit des binaires pour Linux, Windows et macOS, et des portages existent pour d'autres systèmes d'exploitation.
Le langage R est largement utilisé par les statisticiens, les data miners, data scientists pour le développement de logiciels statistiques et l'analyse des données.
En juillet 2023, R est classé 19e dans l'index TIOBE qui mesure la popularité des langages de programmation.

## Histoire

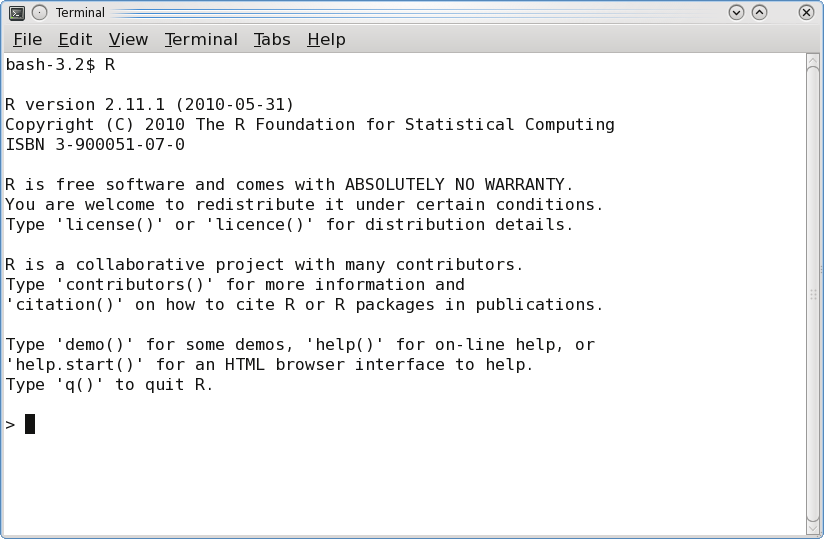
R dans un Terminal sous Linux.

R est une implémentation du langage de programmation S avec l'ajout de la portée lexicale, inspirée du Scheme, et d'un ramasse-miettes. 
Le langage S a été développé par John Chambers et ses collègues au sein des laboratoires Bell.
Le projet R naît en 1993 comme un projet de recherche de Ross Ihaka et Robert Gentleman à l'université d'Auckland (Nouvelle-Zélande),.
Depuis 1997, une vingtaine de développeurs forment l'équipe de développement de R (R Development Core team). Les membres de cette équipe ont les droits d'écriture sur le code source. Le 23 avril 1997 débute le Comprehensive R Archive Network (CRAN) puis le 5 décembre 1997, R est intégré au Projet GNU.
La version R 1.0.0, première version officielle du langage R, est publiée le 29 février 2000,.
En 2003, l'équipe de développement crée la R Foundation for Statistical Computing pour soutenir le projet R et devenir un point de contact de référence pour ceux qui veulent prendre contact avec la communauté R,. À ce moment, le langage compte plus de 200 bibliothèques développées par la communauté scientifique qui utilise R.
La version 2.0 est publiée le 4 octobre 2004 et la version 3.0 le 3 avril 2013.
En 2015, plusieurs acteurs économiques importants comme IBM, Microsoft ou encore la société RStudio (devenue Posit) créent le R Consortium pour soutenir la communauté R et financer des projets autour de ce langage.

## Distributions
La distribution la plus connue du langage R est celle du R Project et du Comprehensive R Archive Network (CRAN). Il existe d'autres distributions comme celle proposée par Microsoft ou encore celle de l'entreprise Oracle, Oracle R Distribution,.

## Implémentations
L'implémentation la plus connue du langage R est le logiciel GNU R mis à disposition par le R Project.
L'implémentation principale est codée en langage C, Fortran et R.
Il existe des projets expérimentaux comme le projet Rho — projet suspendu depuis 2017 — visant à développer des versions plus rapides du langage R.

## Interfaces

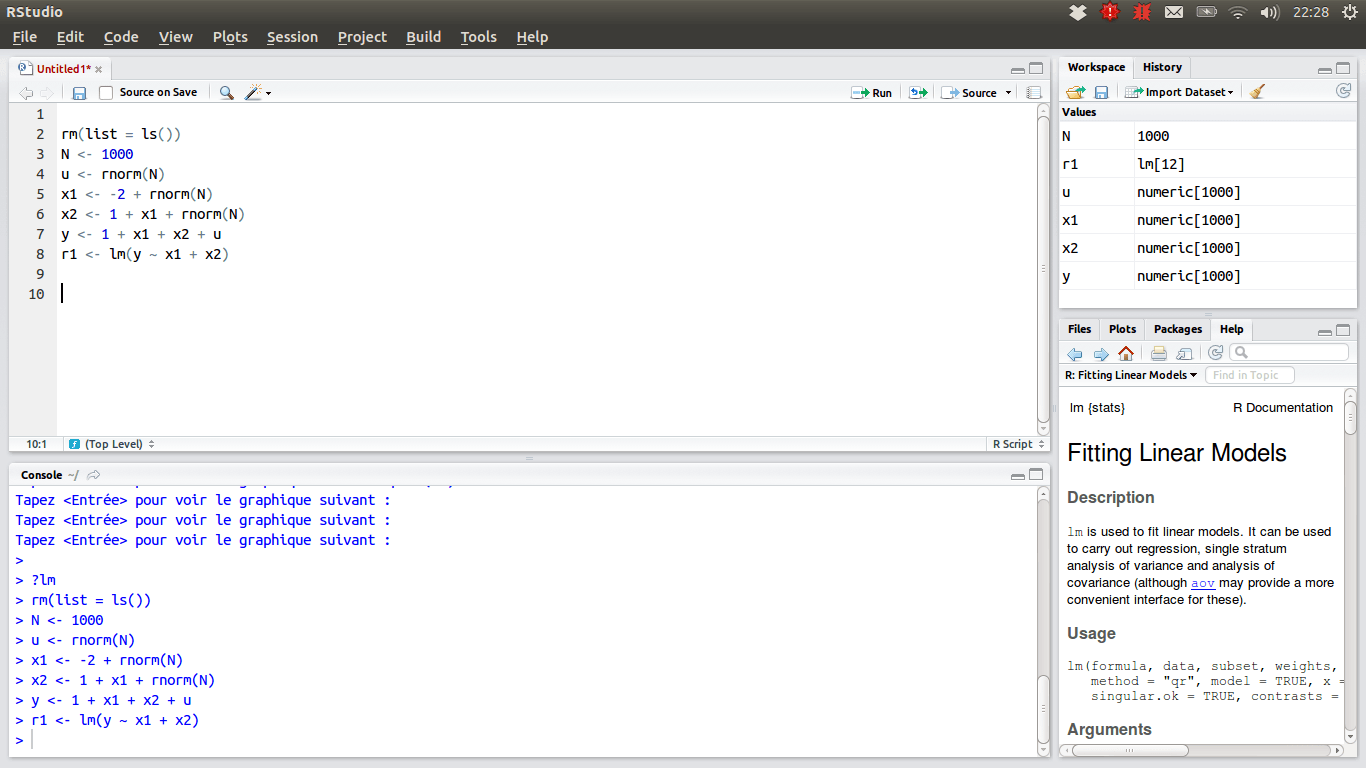
R avec l'environnement de développement intégré RStudio.

RStudio est un environnement de développement intégré qui permet de travailler en R, développer de nouvelles bibliothèques et travailler avec des notebooks. 
R existe aussi sur Emacs (Emacs Speaks Statistics).
Jupyter est une application web permettant de développer des notebooks en Python, Julia ou en R.
Les fonctionnalités de R sont accessibles depuis d'autres langages comme Python, Perl, Ruby, Julia.
Le langage R est intégré à certains SGBDR comme SQL Server depuis la version 2016.

## Communauté

### Communauté des contributeurs
R dispose d'un très grand nombre de bibliothèques développées par une communauté de contributeurs. À titre d'exemple, le site RDocumentation.org recense plus de 15 000 bibliothèques sur le Comprehensive R Archive Network (CRAN), GitHub et Bioconductor (en) en mai 2018.
Le projet Bioconductor comprend à lui seul plus de 1 000 bibliothèques permettant aux chercheurs en biostatistique d'analyser et décrypter le génome.

### Communauté des utilisateurs
Une enquête menée en 2013 par Rexer Analytics auprès de 1 300 analystes montre que R est le logiciel le plus souvent utilisé lorsqu'il s'agit d'un travail en entreprise, dans le monde académique, au sein d'organismes publics ou d'ONG et chez les analystes travaillant comme consultants.
Sur Twitter et Mastodon, la communauté se rassemble autour du hashtag rstats.
Sur Stack Overflow, il existe une importante communauté autour du tag R. Il existe également une importante blogosphère autour de l'agrégateur R-Bloggers.
RStudio a lancé son site de questions & réponses autour de R.
Des rencontres entre utilisateurs sont régulièrement organisées en particulier au sein de Meetup ou des groupes R-Ladies qui promeuvent la diversité des genres dans la communauté des utilisateurs du langage.

### Conférence UseR!
La réunion officielle des utilisateurs de R a lieu chaque année et se nomme « useR ». La première édition a eu lieu à Vienne (Autriche). Alternant traditionnellement entre l'Europe et l'Amérique chaque année, elle a lieu pour la première fois en Australie en 2018. 
Depuis plusieurs conférences ont eu ou auront lieu :
- useR! 2006[30], Vienne, Autriche
- useR! 2007, Ames, Iowa, États-Unis
- useR! 2008, Dortmund, Allemagne
- useR! 2009, Rennes, France
- useR! 2010, Gaithersburg, Maryland, États-Unis
- useR! 2011, Coventry, Royaume-Uni
- useR! 2012, Nashville, Tennessee, États-Unis
- useR! 2013, Albacete, Espagne
- useR! 2014, Los Angeles, États-Unis
- useR! 2015, Aalborg, Danemark
- useR! 2016, Stanford, Californie, États-Unis
- useR! 2017, Bruxelles , Belgique
- useR! 2018, Brisbane, Australie
- useR! 2019, Toulouse, France
- useR! 2020, Boston, États-Unis
- useR! 2024, Salzbourg, Autriche
- useR! 2025[31], Duke, Caroline de Nord, États-Unis

### The R Journal
The R Journal est un journal en accès libre consacré à R. On y trouve des articles courts à moyens sur l'utilisation et le développement de R, y compris des bibliothèques, des conseils sur la programmation, des nouvelles du CRAN et des nouvelles de la fondation.

## Fonctionnalités
R est un langage interprété où les utilisateurs utilisent une interface en ligne de commande. 
Il permet la programmation procédurale et, avec certaines fonctions, la programmation orientée objet. 
Les tableaux (structure de données) sont rangés par column-major order (en).

## Bibliothèques logicielles
La page R Task Views du Comprehensive R Archive Network donne une idée de l'étendue des fonctionnalités et des usages du langage R.

### Exemple de formules utiles
Somme : sum(...), moyenne : mean(...), ecart-type : sd(...), variance : var(...), covariance : cov(...), racine carré : sqrt(...), classer dans l'odre croissant : sort(...), moyenne moins la dernière valeur : mean(...[-n]), insérer une table : read.table(file.choose(),header=TRUE), corrélation pearson : cor(...) et pour corrélation de Spearman : cor(...,method="spearm"), tableau de corrélation : cor.test(...), graphique en barres : barplot(...), graphique de points : plot(...), T test : t.test(...[],...[],paired=T), sélectionner de la donnée tant à la donnée tant : vecteur[4:7], trouver les positions des éléments différents de tel chiffre : which(vecteur!=...).
- barplot() :
  - names.arg = categories : Définit les noms sous les barres.
  - col = "skyblue" : Couleur des barres.
  - ylim = c(0, max(valeurs + ecart_types) + 2) : Ajuste les limites de l'axe des ordonnées.
  - main = "Titre du Graphique" : Définit le titre du graphique.
  - ylab = "Valeur Moyenne" : Titre de l'axe des ordonnées.
- arrows() :
  - Ajoute les barres d'erreur avec une extrémité aux valeurs valeurs - écart_types et l'autre à valeurs + écart_types.
  - angle = 90, code = 3 : Définit la direction des barres d'erreur.
  - length = 0.1 : Longueur des petites barres en haut et en bas des barres d'erreur.

- text() :
  - Affiche les valeurs au-dessus des barres pour une meilleure lisibilité

Exemple pour les barres d'erreurs : arrows(bar_positions, valeurs - ecart_types, bar_positions, valeurs + ecart_types,
       angle = 90, code = 3, length = 0.1)
Exemple pour la création du graphique : barplot(valeurs, names.arg = categories, col = "skyblue",
                         ylim = c(0, max(valeurs + ecart_types) + 2),
                         main = "Titre du Graphique", 
                         ylab = "Valeur Moyenne")

### Lecture et importation des données
Différentes bibliothèques logicielles permettent d'importer et d'exporter plusieurs formats de données structurées. Parmi celles-ci figurent :
- readr, qui fournit un moyen rapide et convivial de lire les données rectangulaires (comme csv, tsv et fwf). Il est conçu pour analyser avec souplesse de nombreux types de données tout en continuant d'échouer lorsque les données changent de façon inattendue[34] ;
- xml2 pour les fichiers xml[35] ;
- rjson pour les objets JSON[36] ;
- la bibliothèque sparklyr, qui offre une interface entre R et Apache Spark[37] ;
- la bibliothèque readxl qui permet de lire les fichiers Excel avec R[38].
- haven, qui permet d'importer et d'exporter des fichiers SPSS, SAS et Stata[39].

### Manipulation et transformations des données
Les bibliothèques suivantes font partie d'une collection de bibliothèques tidyverse développées par Hadley Wickham et la société RStudio (devenue Posit) :
- dplyr définit une grammaire de la manipulation des données, fournissant un ensemble cohérent de verbes qui résolvent les défis les plus courants de manipulation des données[40] ;
- tidyr fournit un ensemble de fonctions qui vous aident à obtenir des données bien rangées. Les données « ordonnées » (tidy) sont des données avec une forme cohérente : en bref, chaque variable va dans une colonne et chaque colonne est une variable[41] ;
- readr fournit un moyen rapide et convivial de lire les données rectangulaires (comme csv, tsv et fwf). Il est conçu pour analyser avec souplesse de nombreux types de données tout en continuant d'échouer lorsque les données changent de façon inattendue[34] ;
- purrr fournit un ensemble complet et cohérent d'outils pour travailler avec des fonctions et des vecteurs. Une fois maîtrisés les concepts de base, purrr permet de remplacer beaucoup de boucles avec du code qui est plus facile à écrire et plus expressif[42] ;
- tibble améliore les « data frames »[43] ;
- glue, une alternative à la fonction paste() qui rend plus simple de combiner données et chaines de caractères[44] ;
- forcats pour les variables qualitatives[45] ;

data.table est une alternative fournissant une version performante des data.frame avec des améliorations syntaxiques et des fonctionnalités pour une facilité d'utilisation, une commodité et une rapidité de programmation.

### Text mining oufouille de textes
stringr et tidytext appartiennent au tidyverse et améliorent la gestion des chaînes de caractères. Il existe aussi stringi. 

### Séries temporelles
lubridate appartient à tidyverse et améliore la gestion des dates et heures. 
Une alternative est la bibliothèque xts, ou encore zoo pour les séries temporelles irrégulières.

### Visualisation des données
ggplot2 appartient à tidyverse et définit une grammaire des graphiques permettant de combiner différentes couches graphiques. La libraire scales permet de gérer la mise en forme (étiquettes, échelle, etc.) d'un graphique.

### Reproductibilité
La bibliothèque markdown permet de combiner des sections de texte mises en forme en markdown et des sections de code en R pour réaliser des rapports au format Microsoft Word ou PDF, des présentations au format Beamer ou HTML5 (slidy.js ou reveal.js), des pages web, des sites web complets, des blogs ou même des ouvrages entiers.
Le langage Sweave permet de combiner des sections de code en LaTeX et des sections de code en langage R pour produire des publications scientifiques directement depuis R.

### Interactivité
La bibliothèque shiny développée par la société RStudio (devenue Posit) permet de réaliser des applications web interactives en langage R.
La bibliothèque plotly permet de transformer des graphiques construits avec la bibliothèque ggplot2 en une version web/interactive via plotly.js.
La bibliothèque DT permet une interface avec la bibliothèque JavaScript DataTables.

### Cartes
La bibliothèque Leaflet permet de représenter des données géographiques sur des cartes interactives à l'aide de la bibliothèques JavaScript Leaflet.

### RCpp et performance
Rcpp permet une intégration entre R et C++.
Les bibliothèques microbenchmark ou Rbenchmark permettent d'évaluer les performances.

### Autres
La bibliothèque devtools existe pour les développeurs de bibliothèques. Elle permet notamment de charger des bibliothèques hébergées sous GitHub.
La bibliothèque reticulate permet une interface entre R et Python.

## Exemples
Les exemples suivants illustrent la syntaxe de base du langage, en utilisant l'interpréteur de commandes de R.

### Syntaxe
L'affectation se fait avec <- ou = mais le premier est préféré.
```
>
 
x
 
<-
 
c
(
1
,
 
2
,
 
3
,
 
4
,
 
5
,
 
6
)
 
# Un vecteur ordonné

>
 
print
(
x
)
 
# Affiche le vecteur

[
1
]
 
1
 
2
 
3
 
4
 
5
 
6

>
 
x
[
1
]
 
# le premier élément

[
1
]
 
1

>
 
x
[
0
]
 

numeric
(
0
)
# Les indices commencent à 1

>
 
x
[
1
:
3
]
 
# Les 3 premiers éléments

[
1
]
 
1
 
2
 
3

>
 
(
y
 
<-
 
x
^
2
)
 
# Les valeurs de x au carré. Les deux parenthèses permettent d'afficher le résultat

[
1
]
  
1
  
4
  
9
 
16
 
25
 
36

```

### Structure d'une fonction
Une des grandes forces de R est la facilité de création d'une fonction.
```
nomdelafonction
 
<-
 
function
(
arg1
,
 
arg2
,
 
...
 
){
 
# Déclaration du nom de la fonction et de ses arguments

  
code
                               

  
return
(
object
)
                          

}

sommedescarres
 
<-
 
function
(
x
){
 
# Exemple de fonction

  
return
(
sum
(
x
^
2
))
           
# Renvoie la somme des carrés des éléments de x

}

```

## Prix et distinctions
- 2015 : Médaille d'argent dans la catégorie outil de visualisation de données au Information is Beautiful Awards[67]